# Cyclophiops doriae
Cyclophiops doriae— вид неотруйних змій родини вужеві (Colubridae).

## Етимологія
Вид названий на честь італійського натураліста Джакомо Дорія.

## Поширення
Вид поширений на півдні Китаю (провінція Юньнань), на півночі  М'янми (штат Качин) і сході Індії (штат Ассам).

## Опис
Змія сягає завдовжки 90 см. Має тіло рівномірного зеленого забарвлення з білим черевом.